# هانس ميلد
هانس ميلد (بالسويدية: Hans Mild)‏ هو لاعب هوكي الجليد ومدرب كرة قدم ولاعب كرة قدم سويدي في مركز جناح ‏، ولد في 31 يوليو 1934 في ستوكهولم في السويد، وتوفي بنفس المكان في 23 ديسمبر 2007. شارك مع Sweden national football B team ‏ ومنتخب السويد لكرة القدم. أما مع النوادي، فقد لعب مع نادي يورغوردينس.

## وصلات خارجية
- هانس ميلد على موقع قاعدة بيانات كرة القدم.إي يو (الإنجليزية)
- هانس ميلد على موقع ناشيونال فوتبول تيمز (الإنجليزية)
- هانس ميلد على موقع EliteProspects.com (الإنجليزية)
- هانس ميلد على موقع Eurohockey.com (الإنجليزية)
- هانس ميلد على موقع أوليمبيديا (الإنجليزية)
- هانس ميلد على موقع اللجنة الأولمبية السويدية (السويدية)